# Терминатор 2: Судњи дан
Терминатор 2: Судњи дан (енгл. Terminator 2: Judgment Day; такође и само Терминатор 2 или Т2) акциони је научнофантастични филм из 1991. године. Филм је режирао Џејмс Камерон. Главне улоге тумаче Арнолд Шварценегер, Линда Хамилтон, Роберт Патрик и Едвард Ферлонг. Наставак је филма Терминатор из 1984. године. Са процењеним буџетом између 94 и 102 милиона долара, био је најскупљи филм у то време, а зарада од 520,9 милиона долара чини га најгледанијим филмом године и јединим таквим у досадашњој Шварценегеровој каријери.

## Радња
Једанаест година након догађаја из првог дела, Џон Конор живи у Лос Анђелесу са старатељима. Његова мајка, Сара Конор, припремала га је током његовог детињства за његову будућу улогу вође покрета отпора против Скајнета, вештачке интелигенције којој ће бити поверена контрола над америчким нуклеарним пројектилима и која ће 29. августа 1997. отпочети нуклеарни холокауст. Међутим, Сара је ухапшена и затворена у менталној болници, под надзором др Силбермана, након што је покушала да дигне у ваздух фабрику компјутера. Скајнет пошаље Т-1000, напредни прототип киборга убице од течног метала, уназад кроз време да убије Џона. Т-1000 је у могућности да преузме облик и изглед практично свега што дотакне (уз већ познату могућност копирања гласа), као и да трансформише руке у сечива, бодеже и друге облике по жељи. Т-1000 убије полицајца који се затекао у непосредној близини, обуче његову униформу и преузме његов идентитет; такође, послужи се полицијским компјутером да уђе у траг Џону. У међувремену, Џон је из будућности послао репрограмираног старог Терминатора (серије 800, модел 101) да заштити себе.
Терминатор и Т-1000 се сукобљавају око Џона у тржном центру Реседа и избије јурњава, после које Џон и Терминатор побегну заједно на мотоциклу. У међувремену, Џон са телефонске говорнице покуша да упозори своје старатеље, не слутећи да их је Т-1000 већ убио, након чега му Терминатор саопшти напредне могућности Т-1000. Бојећи се да ће Т-1000 убити Сару у покушају да дође до њега, Џон нареди Терминатору да му помогне да је ослободи, након што открије да Терминатор мора да следи његова наређења. Њих двојица се сретну са Саром у њеном покушају бекства из болнице, мада она у почетку, због сопственог искуства, нема поверења у Терминатора као заштитника. Након што тројац побегне из болнице у отетом полицијском аутомобилу, Терминатор информише Џона и Сару о Скајнетовој историји. Сара сазнаје да је човек који је најнепосредније одговоран за стварање Скајнета Мајлс Бенет Дајсон, инжењер Сајбердајн Системса који ради на новом, револуционарном микропроцесору на бази којег ће бити формиран Скајнет.
Сара покупи оружје од старог пријатеља и планира да са Џоном побегне у Мексико, али након кошмара о Судњем дану, одлучи да се врати у Лос Анђелес и убије Дајсона како би спречила Судњи дан. Нашавши га у његовој кући, рањава га, али не може да га убије пред породицом. Џон и Терминатор стигну недуго затим и саопште Дајсону будуће будуће последице његовог рада. Они сазнају да је већи део његових истраживања добијен обрнутим инжењерингом са оштећеног процесора и десне руке претходног Терминатора који је 1984. покушао да убије Сару. Убедивши га да ти предмети и сва његова истраживања морају бити уништени, они упадају у зграду Сајберајна, проналазе процесор и руку и поставе експлозив да униште Дајсонову лабораторију. Полиција стиже и смртно рањава Дајсона, али он активира бомбу како би уништио свој рад.
Т-1000 јури и прогони Џона, Сару и Терминатора, коначно их стигавши у челичани. У коначном окршају, Т-1000 савлада Терминатора и прободе му тело челичном шипком, оштетивши му извор напајања. Терминатор се реактивира посредством алтернативног напајања и испали гранату у Т-1000 и он падне у казан са истопљеним челиком и растопи се. Терминатор тада жртвује себе, захтевајући од Саре да га спусти у ужарени челик, како не би послужио за креирање Скајнета.
На крају филма, Сара гледа на будућност са надом да, ако Терминатор може да схвати вредност људског живота, онда то могу и људи.

## Улоге
| Глумац              | Улога                                |
| ------------------- | ------------------------------------ |
| Арнолд Шварценегер  | Терминатор                           |
| Линда Хамилтон      | Сара Конор                           |
| Едвард Ферлонг      | Џон Конор                            |
| Роберт Патрик       | T-1000                               |
| Ерл Боен            | др Питер Силберман                   |
| Џо Мортон           | Мајлс Бенет Дајсон                   |
| Ш. Епата Меркерсон  | Тариса Дајсон                        |
| Кастуљо Гуера       | Енрике Салседа                       |
| Дени Кукси          | Тим                                  |
| Џенет Голдстин      | Жанел Војт                           |
| Зандер Беркли       | Тод Војт                             |
| Дајен Родригез      | Јоланда Салседа                      |
| Вилијем Вишер Млађи | фотограф у Галерији                  |
| Мајкл Бин           | Кајл Рис (само у специјалном издању) |

Линда Хамилтон је дала идеју да Сара Конор постане психотична у својим каснијим годинама, након њеног сусрета са Терминатором.
Мајкл Бин је репризирао своју улогу из првог дела филма, али је ова сцена исечена из биоскопске верзије. Враћена је у специјалном издању.
Шварценегер је примио плату између 12 и 15 милиона долара за улогу Терминатора. Први избор Џејмса Камерона за улогу Т-1000 био је Били Ајдол, али је он то одбио зато што се није слагао са сценом несреће на мотору. Камерон је рекао: Хтео сам некога за ту улогу ко је контраст Арнолду. Ако је Терминатор нека врста Панцер тенка онда Т-1000 треба да подсећа на Поршеа. Такође је желео Мајкла Бина, који је играо Кајла Риза у првом делу, за улогу Т-1000 са објашњењем да је Скајнет успео да клонира Ризово тело и искористи га за новог Терминатора. Камерон је одустао од ове идеје када је схватио да би за публику то било превише збуњујуће.